# Saint-Fal

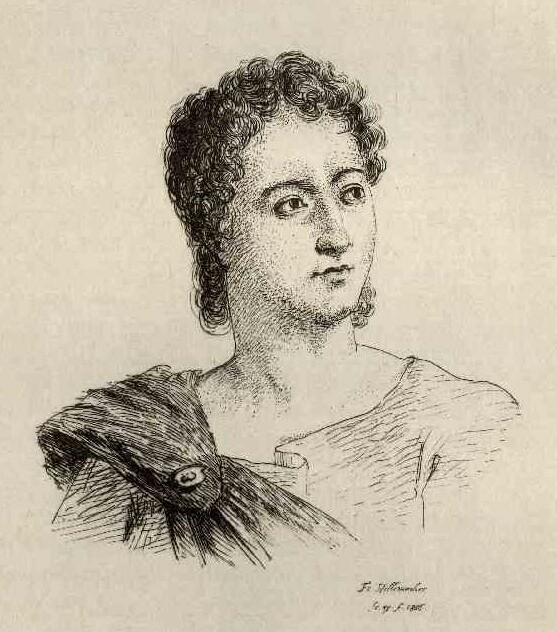
Saint-Fal

Étienne Meynier, bekannt als Saint-Fal (* 10. Juni 1752 in Paris; † 22. November 1835 ebenda), war ein französischer Schauspieler.

## Biographie
Saint-Fals Vater war Pferdehändler und seine Mutter betrieb eine Pension. Schon in seiner Jugend spielte Saint-Fal, neben seiner Beschäftigung bei einem benachbarten Barbier, in einer Laientheatergruppe. Er erhielt dann ein Engagement am Théâtre Montansier in Versailles, mit dem er auf Tournee ging. Neben Holland bereiste er Brüssel und Lyon, bis er im Jahr 1782 an der Comédie-Française debütieren konnte. Er erwies sich als begabter Schauspieler und so wurde er zwei Jahre später zum Sociétaire de la Comédie-Française.
Die Comédie wurde im Zuge der Französischen Revolution aufgelöst und Saint-Fal musste sich ein neues Engagement suchen, das er am Théâtre Louvois fand. Da er als unverzichtbar galt, weil er alle Genres bedienen konnte und auch keine Rolle ablehnte, war er bei der Neugründung der Comédie in der ersten Besetzung.
Sein langes Berufsleben wurde durch die Aufgabe des Doyen der Comédie gekrönt. In seiner Laufbahn verkörperte er in unzähligen Aufführungen über 90 Charakterrollen. Er ging zwar offiziell im Jahr 1821 in Pension, wirkte aber tatsächlich noch bis 1824 an der Comédie. Dafür bekam er das Doppelte der üblichen Pension der Comédie.
Saint-Fal schlief im Alter von 83 Jahren friedlich ein.

## Privates
Saint-Fal hatte eine Tochter, die ebenfalls Schauspielerin wurde, jedoch nach zwei Jahren ihre Karriere wieder aufgab. Weiterhin hatte er einen berühmten Bruder, den Maler Charles Meynier.

## Trivia
Der Biograph Henry Lyonnet wies ausdrücklich darauf hin, dass der Name keinesfalls Saint-Phal sei.